# Palinologija
Palinologija je zasebna geološka poddisciplina koja se bavi izučavanjem spora i peluda. Njihova morfologija, izmijenjenost i vrste mogu ukazati na klimatske i taložne osobine sedimenta u kojem se nalaze.
Palinologija se najčešće upotrebljava u izučavanju ugljena, zahvaljujući tomu što ugljeni slojevi i serije (koje mogu uključivati nekoliko slojeva i pratećih stijena) mogu očuvati relativno brojan biljni materijal iz kojih su nastali, a time i spore i pelud koje je to bilje proizvodilo.